# Ново-Дорожний
Ново-Дорожний (рос. Ново-Дорожный) — селище Гур'євського міського округу, Калінінградської області Росії. Входить до складу Новомосковського сільського поселення.
Населення —  310 осіб (2015 рік). 

## Населення
| 2002 | 2010 | 2011 |
| ---- | ---- | ---- |
| 210  | ↗310 | →310 |